# Phare de Fort Wadsworth

Le phare de Fort Wadsworth (en anglais : Fort Wadsworth Light) , est un phare construit au sommet de Battery Weed une fortification sur Staten Island gardant le détroit de Narrows dans le port de New York, dans l'arrondissement de Staten Island (New York City-État de New York).

## Histoire
Il est situé sous le pont Verrazzano-Narrows. Le phare du fort Wadsworth faisait partie du transfert du fort Wadsworth de l'United States Navy au National Park Service en mars 1995 dans le cadre de la zone de loisirs nationale Gateway (Gateway National Recreation Area).
La lanterne a probablement été déplacée du Fort Tompkins Light (en) en 1903. Lorsque le pont Verrazzano-Narrows a été ouvert en 1965, le phare est devenu obsolète. Désactivé pendant de nombreuses années, il a été restauré et converti à l'énergie solaire par des volontaires en 2005.
Identifiant : ARLHS : USA-301.

### Lien connexe
- Liste des phares de l'État de New York